# Scopula mundata
Scopula mundata là một loài bướm đêm trong họ Geometridae.